# Gabriela Dimitrova (haltérophilie)
Pour les articles homonymes, voir Gabriela Dimitrova.
Gabriela Dimitrova est une haltérophile bulgare née le 18 janvier 1968.

## Carrière
Elle remporte la médaille de bronze dans la catégorie des moins de 60 kg aux Championnats du monde d'haltérophilie 1987 à Daytona Beach.